# Calochortus indecorus
Calochortus indecorus är en liljeväxtart som beskrevs av Francis Marion Ownbey och Morton Eaton Peck. Calochortus indecorus ingår i släktet Calochortus och familjen liljeväxter. Inga underarter finns listade.